# 1114
1114 (MCXIV) var ett normalår som började en torsdag i den julianska kalendern.

## Händelser

### Januari
- 7 januari – Den engelske kungen Henrik I:s dotter Matilda gifter sig med den tysk-romerske kejsaren Henrik V.

## Födda
- Bhaskara, indisk astronom.

## Avlidna
- Álvar Fáñez, kastilisk militär.
- Bertha av Bretagne, regerande hertiginna av Bretagne.